# Cybosia albida
Cybosia albida är en fjärilsart som beskrevs av Cathrine 1923. Cybosia albida ingår i släktet Cybosia och familjen björnspinnare. Inga underarter finns listade i Catalogue of Life.